# Derthona Foot Ball Club 1933-1934
Questa pagina raccoglie i dati riguardanti il Derthona Foot Ball Club nelle competizioni ufficiali della stagione 1933-1934.

## Stagione
Con un organico non all'altezza del campionato di Serie B i Leoncelli ottengono solo il penultimo posto in classifica.
Sarebbe stato retrocesso in Prima Divisione con il Cagliari se in seguito non fossero state entrambe riammesse in Serie B per allargamento dei quadri.

## Rosa
| N. |                   | Ruolo | Calciatore       |
| -- | ----------------- | ----- | ---------------- |
|    | Italia (bandiera) | A     | Anversa          |
|    | Italia (bandiera) | A     | Angelo Azzimonti |
|    | Italia (bandiera) | C     | Benatti          |
|    | Italia (bandiera) | P     | Tullio Bonadeo   |
|    | Italia (bandiera) | A     | Giovanni Chiesa  |
|    | Italia (bandiera) | A     | Aldo Croce       |
|    | Italia (bandiera) | C     | Carlo Crotti     |
|    | Italia (bandiera) | A     | Giuseppe Cucchi  |
|    | Italia (bandiera) | D     | Emilio Fracchia  |
|    | Italia (bandiera) | A     | Luigi Gallanti   |
|    | Italia (bandiera) | D     | Dante Gatti      |
|    | Italia (bandiera) | C     | Granata          |
|    | Italia (bandiera) | C     | Manfrin          |

| N. |                   | Ruolo | Calciatore      |
| -- | ----------------- | ----- | --------------- |
|    | Italia (bandiera) | D     | Giacomo Mangino |
|    | Italia (bandiera) | C     | Natale Muratori |
|    | Italia (bandiera) | D     | Giovanni Nizzi  |
|    | Italia (bandiera) | C     | Giuseppe Pagani |
|    | Italia (bandiera) | C     | Pietro Perotti  |
|    | Italia (bandiera) | D     | Mario Piccinini |
|    | Italia (bandiera) | D     | Giovanni Renati |
|    | Italia (bandiera) | C     | Armando Riso    |
|    | Italia (bandiera) | C     | Pietro Rolando  |
|    | Italia (bandiera) | A     | Giulio Roncati  |
|    | Italia (bandiera) | P     | Pietro Rota     |
|    | Italia (bandiera) | P     | Alfredo Sacchi  |
|    | Italia (bandiera) | A     | Pietro Taverna  |